# فرانکی آوالون
فرانکی آوالون (انگلیسی: Frankie Avalon؛ زادهٔ ۱۸ سپتامبر ۱۹۴۰) یک هنرپیشه، و خواننده اهل ایالات متحده آمریکا است.

## گزیده فیلمشناسی
از فیلم‌ها یا برنامه‌های تلویزیونی که وی در آن نقش داشته‌است می‌توان به آثار زیر اشاره کرد.
- آلاکازام بزرگ (۱۹۶۰)
- آلامو (۱۹۶۰)
- سفر به قعر دریا (۱۹۶۱)
- وحشت در سال صفر! (۱۹۶۲)
- بیچ پارتی (۱۹۶۳)
- آقای نواک (۱۹۶۳)
- ماسل بیچ پارتی (۱۹۶۴)
- بیکینی بیچ (۱۹۶۴)
- پارتی شبانه دخترها (۱۹۶۴)
- تعطیلات در سوئد (۱۹۶۵)
- پتوی ساحل بینکو (۱۹۶۵)
- چگونه یک بیکینی وحشی را پر کنیم (۱۹۶۵)
- فایربال ۵۰۰ (۱۹۶۶)
- گریس (فیلم) (۱۹۷۸)
- سربازان بورلی هیلز (۱۹۸۹)
- کازینو (فیلم) (۱۹۹۵) (قطعات آرشیویی)